# Obi (företag)

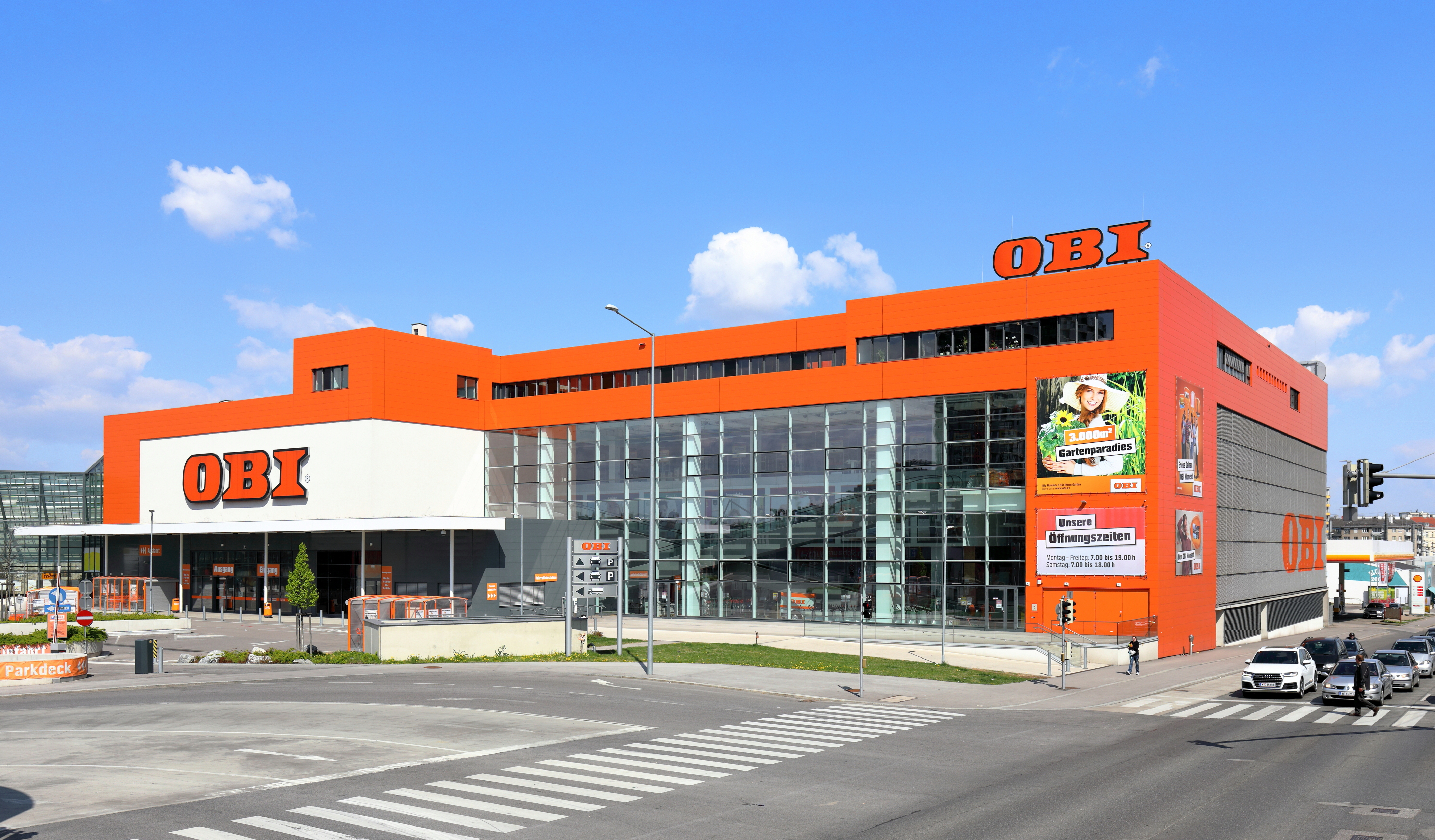

Obi, tysk byggmarknadskoncern, grundad 1970
Obi grundades av Emil Lux och Manfred Maus. Den första stormarknaden öppnades i Hamburg 1970. Namnet kommer från franskans uttal av hobby. Obi är idag en av världens största byggmarknadskoncerner och har 420 stormarknader i 11 länder. Koncernen har profilerat sig genom många reklamfilmer med företagets maskot som är en bäver. Företaget sponsrar ofta stora sportevenemang och har Alles im Obi som slogan.